# Richard Hauck
Carl Richard Hauck (* 8. November 1880 in Oberschlema; † 21. Dezember 1947) war ein erzgebirgischer Heimatkundler, Holzschnitzer und sächsischer Staatspreisträger.

## Leben

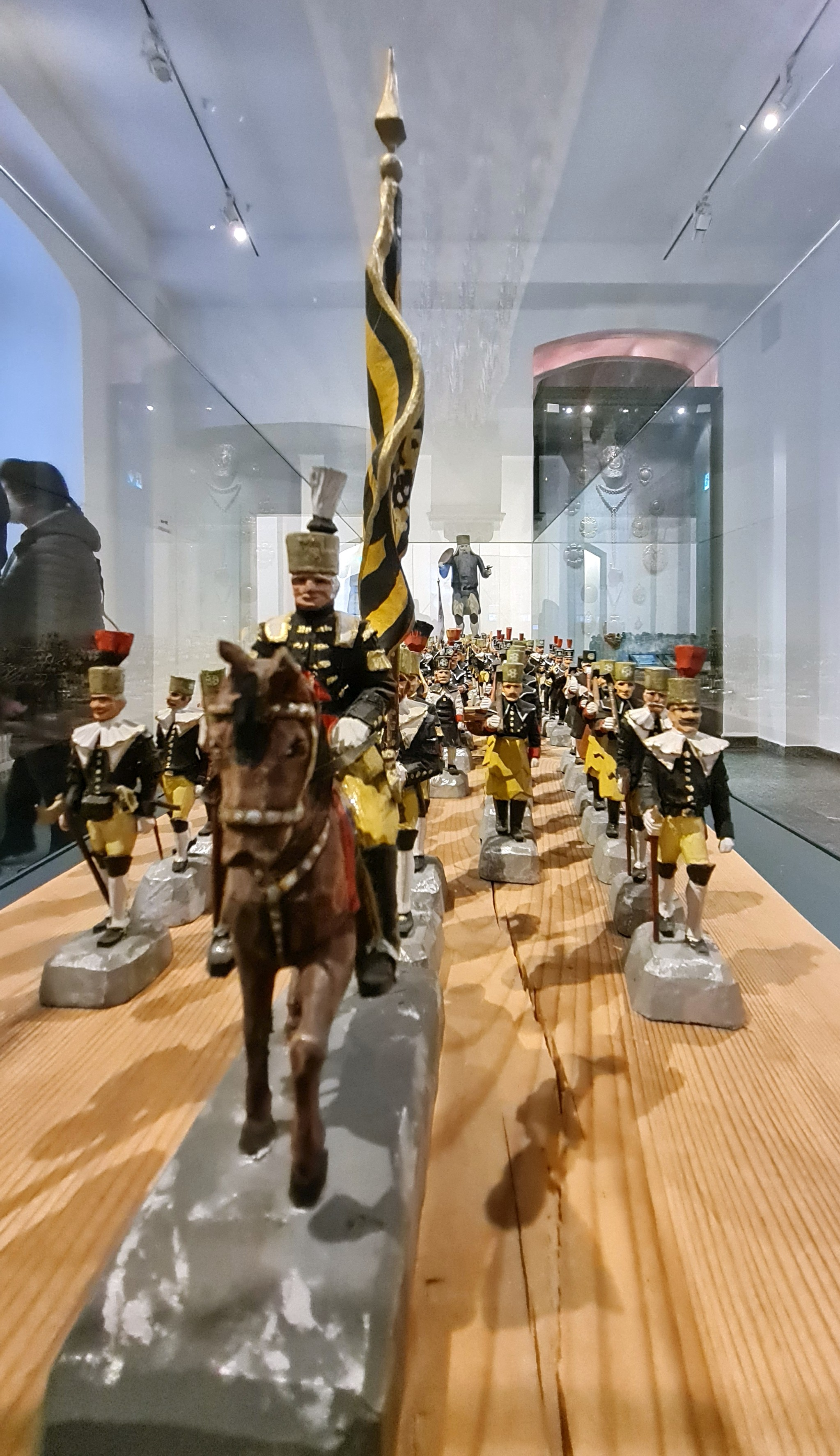
Hauck’s Schneeberger Bergaufzug

Hauck war der Sohn eines Arbeiters am Blaufarbenwerk Oberschlema. Nach dem Besuch der Volksschule und der Gewerblichen Zeichenschule in Schneeberg war er als Musterzeichner bei Textilfirmen in Schneeberg (Erzgebirge) tätig und nahm von 1914 bis 1918 am Ersten Weltkrieg teil. Nach seiner Rückkehr wurde er Kirchenbuchführer und Kanzleivorsteher in der Gemeinde der St. Wolfgangkirche in Schneeberg. 1929 gründete er gemeinsam mit Curt Unger das Museum für bergmännische Volkskunst in Schneeberg, das seinen Grundstock in der Hauck’schen Sammlung von Altertümern hat.
Er betätigte sich als Heimatforscher und -sammler zu Schneeberg und zur weiteren Umgebung. Hauck publizierte Aufsätze in zahlreichen regionalen und lokalen Zeitschriften wie den Beilagen des „Erzgebirgischen Volksfreundes“, dem Neuen Archiv für sächsische Geschichte, den „Zwickauer Neuesten Nachrichten“ oder dem „Erzgebirgs-Kalender“. Daneben verfasste er Gedichte, Liedertexte und Theaterstücke. Zum Stiftungsfest des Bergvereins im März 1927 wurde die von ihm verfasste Tragödie „Pflicht und Liebe“ uraufgeführt. 1928 folgten die Stücke „Eine Tante aus Braslien“ und „Ein Schnitzerjubiläum“. In der von dem Regionalhistoriker Siegfried Sieber initiierten und geleiteten „Heimatforschergruppe Westerzgebirge“ war er Vorstandsmitglied.
Nach seiner Pensionierung 1938 engagierte sich Hauck als prämierter Holzschnitzer. Ein aus insgesamt 152 Figuren bestehender „Schneeberger Bergaufzug“ brachte ihm 1942 den Staatspreis der sächsische Feierabendkunst ein. Dieser Bergaufzug gehört heute – wie auch andere Schnitzwerke Haucks – zum Bestand des Museums für bergmännische Volkskunst. Zu den dortigen Exponaten zählt auch sein bekanntes Schnitzwerk „Dr Masterochs“. Noch zu Lebzeiten wurde seinem Leben und Schaffen im Schneeberger Museum ein Extraraum gewidmet.
Im Verband erzgebirgischer Bildschnitzer hatte er die Schriftleitung der Zeitschrift „Schnitzer und Bästler“ inne.

## Ehrungen
- 1942 Staatspreis für sächsische Feierabendkunst